# Астерикс и Обеликс: Миссия «Клеопатра»
«Астери́кс и Обели́кс: Ми́ссия „Клеопа́тра“» (фр. Astérix & Obélix: Mission Cléopâtre) — французская комедия режиссёра Алена Шаба, снятая в 2002 году по мотивам комиксов Рене Госинни о галлах Астериксе и Обеликсе. Игровой ремейк мультфильма 1968 года «Астерикс и Клеопатра» и продолжение фильма «Астерикс и Обеликс против Цезаря».

## Сюжет
Желая доказать Цезарю, что египетский народ по-прежнему велик, Клеопатра обещает построить для Цезаря роскошный дворец в Александрии всего за три месяца. Чтобы исполнить обещание, она выбирает неизвестного и довольно неудачливого зодчего Нумеробиса (в русской локализации — Номернабис), так как «остальные уже заняты», а придворный зодчий Амонбофис (в русской локализации — Гоблинус) — «классик», не привыкший к архитектурным инновациям. Амонбофис в ответ на это заявление гневается и обещает отомстить Нумеробису, любым способом помешав ему построить дворец вовремя. Нумеробис, понимая, что построить дворец за такое короткое время обычным способом невозможно, отправляется на север, в Галлию, чтобы просить помощи у старого приятеля своего отца — друида-волшебника Панорамикса, о котором знал по отцовским рассказам. Добравшись до Галлии, зодчий просит друида продать ему волшебный напиток, невероятно увеличивающий силу человека. После долгих уговоров, пояснив, что от постройки дворца зависит его жизнь, Нумеробис добивается согласия друида, и тот вместе с Астериксом и Обеликсом отправляется в Египет. По дороге в Александрию герои случайно наталкиваются на корабль пиратов под предводительством их вожака — печально известного Красноборода, но пираты, едва увидев Астерикса и Обеликса, топят корабль — в своё время Астерикс и Обеликс их однажды распугали и разогнали.
По прибытии в Египет Нумеробис представляет галлов Клеопатре, и та обещает, что либо все будут осыпаны золотом, либо все пойдут на корм крокодилам. Амонбофис, желая сорвать стройку, подговаривает рабочих к стачке, напоминая им, в каких ужасных условиях они трудятся, и рабочие объявляют забастовку, но положение спасает Панорамикс. Он готовит волшебный напиток и даёт его всем рабочим, в результате чего те обретают недюжинную физическую силу и работа значительно ускоряется. Амонбофис не может смириться с успехами своего соперника и приказывает своему безжалостному слуге — наёмному убийце Некуксису — саботировать поставку камней для строительства, которые должны переправить по Нилу с юга. Отправившись на юг, Некуксис подкупает перевозчика, который скидывает все камни в Нил и пытается внушить Нумеробису, что камни закончились. Однако Обеликс силой заставляет перевозчика сознаться в том, что его подкупили. Астерикс, Обеликс, Панорамикс и помощник Нумеробиса Отис сами отправляются за камнями на юг.
По дороге с героями происходит множество происшествий и приключений, а их враги плетут интриги, чтобы остановить строительство дворца. Сначала, проходя мимо Великих пирамид Гизы, Обеликс случайно ломает нос Великому Сфинксу и прячет его под статую, а затем их находит Некуксис и под видом гида проводит им экскурсию в пирамиде, где запирает их в одной из комнат. Друзьям удаётся выбраться из пирамиды не без помощи пёсика Идефикса (не зря же Обеликс взял его с собой в путешествие). Когда они уже погрузили камни и стали возвращаться назад, Обеликс решается потащить сам вереницу кораблей, чтобы быстрее добраться до дворца, и таранит оказавшийся случайно рядом корабль Красноборода. По возвращении стройка возобновляется с ещё более высокой скоростью, Нумеробис теперь уверен, что построит дворец точно в назначенный срок, что было большой редкостью по тем временам. Амонбофис заключает договор с Цезарем, что он избавится от галлов, а Цезарь взамен назначит его ответственным за стройку и позволит сорвать строительство и посрамить Клеопатру в пари. Обманом Амонбофис отправляет Клеопатре от имени Астерикса, Обеликса и Панорамикса отравленный пирог. Дегустатор Клеопатры, съев кусок, отравляется и Клеопатра, решив, что галлы хотели её убить, арестовывает их и заточает в темницу. Однако друзья выбираются из тюрьмы, а затем, заранее выпив противоядия, изготовленного Панорамиксом, спокойно съедают отравленный пирог и показывают Клеопатре, что он не отравлен.
После этой неудачи Цезарь отправляет на стройку шпионку Гнидабус, которая по возвращении докладывает ему, что секрет успеха рабочих — волшебное зелье, и даже доказывает это, легко поборов громилу Пандуса Зверплюса. Цезарь решает уничтожить недостроенный дворец и направляет своего центуриона Кайюса Соплюса, чья армия разбивается Астериксом и Обеликсом. Однако Кайюс Соплюс решает разрушить дворец из осадных машин. Друзья, понимая, что только Клеопатра может остановить Цезаря, пишут ей письмо, после чего Астерикс, выпив волшебного напитка, вместе с Идефиксом отправляется во дворец Клеопатры. При этом, проламывая кольцо блокады римлян, он случайно роняет свою флягу с волшебным напитком, после чего её находит Амонбофис, который выпивает остатки напитка и обретает волшебную силу, но и Нумеробис заблаговременно принимает зелье. Между ним и Амонбофисом происходит драка, в которой имеют место приёмы кунг-фу а-ля Джеки Чан, борьба в стиле аниме, элементы игры «камень — ножницы — бумага», и всё это сопровождается комичными эффектами, но в конце концов Нумеробис мощным пинком вбивает Амонбофиса профилем в стену и одерживает чистую победу.
Тем временем у Астерикса на полпути внезапно заканчивается действие напитка, однако неожиданно он замечает лагерь торговцев, угоняет оттуда колесницу и на ней отрывается от погони, доставляя Клеопатре письмо, после чего возвращается назад. Разгневанная действиями Цезаря, Клеопатра отправляется на место штурма, затем приказывает Цезарю прекратить безобразия и возместить причинённый урон. Цезарю приходится подчиниться, ведь Клеопатру опасно водить за нос. Строительство продолжается. В итоге дворец оказывается построенным точно в назначенный срок. Цезарь признаёт своё поражение и отдаёт должное египетскому народу как величайшему из народов всего мира; Клеопатра сдерживает данное Нумеробису обещание и осыпает его золотом, а также дарит Панорамиксу ценные рукописи из своей библиотеки в Александрии.
В конце устраивается большой пир по случаю победы Астерикса и его друзей, который впервые за долгие годы прошёл не в Галлии. На пиру Обеликс и Идефикс наедаются досыта, Астерикс флиртует со служанкой Клеопатры Гивмиэкисс, сама Клеопатра беседует с Панорамиксом, Нумеробис безуспешно пытается привлечь внимание другой служанки; туда же пробивается Юлий Цезарь, которого охранник специально не хотел пускать по списку, при этом «по знакомству» пропустив Отиса и Каюса Соплюса. И только Амонбофис не может никак выбраться из стены, куда его впечатал Нумеробис.

## В ролях
- Пьер Черния — Рассказчик
- Кристиан Клавье — Астерикс
- Жерар Депардьё — Обеликс
- Жамель Деббуз — Нумеробис
- Ален Шаба — Юлий Цезарь
- Моника Беллуччи — Клеопатра
- Дьедонне М`Бала — Кай Соплюс
- Клод Риш — Панорамикс
- Жерар Дармон — Амонбофис
- Шанталь Лоби — Гнидобус
- Эдуар Монтут — Некуксис
- Эдуард Баэр — Отис
- Жан Бенгиги — Малопрокис
- Жан-Поль Рув — Кай Антивирус
- Бернар Фарси — Краснобород[фр.]
- Изабель Нанти — Билайнис / Айтинерис
- Клод Берри — художник Клеопатры
- Эмма де Кон — секретарь Цезаря
- Ноэми Ленуар — Гивмиэкисс

## Награды
- 2003 — премия «Сезар» в категории «лучший дизайн костюмов» (Филипп Гюллоте, Танино Либераторе, Флоренс Садан)
- 2003 — номинация на премию «Сезар» в категории «лучшие декорации» (Хонг Тан Ат)
- 2003 — номинация на премию «Сезар» в категории «лучший актёр второго плана» (Жерар Дармон)
- 2003 — номинация на премию «Сезар» в категории «лучший актёр второго плана» (Жамель Деббуз)

## Съёмки фильма
- Этот фильм стал второй экранизацией комиксов об Астериксе: в 1999 году Клод Зиди снял фильм «Астерикс и Обеликс против Цезаря». Основой для второго фильма послужил мультфильм «Астерикс и Клеопатра» с изменённым сюжетом. Сценарист ряда мультфильмов по вселенной Астерикса Пьер Черния сам сыграл маленькую роль одного из римских военачальников.
- Режиссёром выступил Ален Шаба, который привлёк к съёмкам свою коллегу по театральной труппе «Nuls» Шанталь Лоби и юмористический театр «Robin de Bois» (Марина Фуа, Морис Бартелеми, Жан-Поль Рув, Паскаль Венсан, Пьер-Франсуа Мартан Лаваль). Съёмки прошли в Уарзазате в Марокко[4].
- Эдуар Баэр, сыгравший роль Отиса, в эпизоде знакомства с галлами произносит монолог, который назвал импровизацией от чистого сердца[5].
- Маленькую роль сыграл Клод Берри, изображавший художника, которого Клеопатра просила нарисовать её не в профиль, а анфас.